# Dragon Ball: Shenron no Densetsu
Dragon Ball: Truyền thuyết về Rồng thần Shenron (ドラゴンボール　神龍の伝説 Doragon Bōru Shenron no Densetsu) là bộ phim Dragon Ball đầu tiên trong loạt. Được sản xuất vào ngày 20 tháng 12 năm 1986 tại Nhật Bản.

## Lồng tiếng
| Nhân vật      | Lồng tiếng (Tiếng Nhật)                   | Lồng tiếng (Tiếng Anh)                                    |
| ------------- | ----------------------------------------- | --------------------------------------------------------- |
| Son Goku      | Nozawa Masako                             | Saffron Henderson                                         |
| Bulma         | Tsuru Hiromi                              | Maggie Blue O'Hara Lalainia Lindbjerg (Ep. 2 scenes only) |
| Oolong        | Tatsuta Naoki                             | Alec Willows                                              |
| Puar          | Watanabe Naoko                            | Kathy Morse                                               |
| Yamcha        | Furuya Tōru                               | Ted Cole                                                  |
| Master Roshi  | Miyauchi Kōhei                            | Michael Donovan                                           |
| Pasta (Raven) | Koyama Mami                               | Teryl Rothery                                             |
| Pansy (Penny) | Suzuki Tomiko                             | Andrea Libman                                             |
| Shenron       | Utsumi Kenji                              | Don Brown                                                 |
| Cha Pansy     | Iizuka Shōzō                              | Robert O'Smith                                            |
| Mẹ Pansy      | Suzuki Reiko                              |                                                           |
| Turtle        | Gōri Daisuke                              | Don Brown                                                 |
| Pilot         | Tanaka Ryōichi Kobayashi Michitaka        |                                                           |
| Soldier       | Totani Kōji                               | Doug Parker                                               |
| Villagers     | Satō Masaharu Tanaka Kazumi Hirano Masato |                                                           |
| Vongo (Major) | Naya Gorō                                 | Doug Parker                                               |
| Gourmeth      | Moriyama Shūichirō                        | Gary Chalk                                                |
| Narration     | Yanami Jōji                               | Jim Conrad                                                |

## Âm nhạc
- OP
- # "Makafushigi Adobenchā!"; 魔訶不思議アドベンチャー! (Mystical Adventure!)
- #* Lời: Mori Yuriko, Nhạc: Ike Takeshi, Arrangement: Tanaka Kōhei, Biểu diễn: Takahashi Hiroki
- #** Lời bài hát
- ED
- # "Romantikku Ageru Yo"; ロマンティックあげるよ (I'll Give You Romance)
- #* Lời: Yoshida Takemi, Nhạc: Ike Takeshi, Arrangement: Tanaka Kōhei, Biểu diễn: Hashimoto Ushio
- #** Lời bài hát